# Hagen am Teutoburger Wald
Hagen am Teutoburger Wald település Németországban, azon belül Alsó-Szászország tartományban. Lakosainak száma 13 510 fő (2023. december 31.). Hagen am Teutoburger Wald Lienen, Hasbergen, Georgsmarienhütte, Bad Iburg, Lengerich és Tecklenburg községekkel határos.

## Népesség
A település népességének változása:
| Lakosok száma | 13 483 | 13 412 | 13 465 | 13 471 | 13 500 | 13 510 |
|               | 2016   | 2017   | 2019   | 2021   | 2022   | 2023   |